# Krya Vrysi
Krya Vrysī (in greco Κρύα Βρύση?) è un ex comune della Grecia nella periferia della Macedonia Centrale di 10.977 abitanti secondo i dati del censimento 2001.
È stato soppresso a seguito della riforma amministrativa, detta Programma Callicrate, in vigore dal gennaio 2011 ed è ora compreso nel comune di Pella.